# Borsos Sebestyén
ozdi Borsos Sebestyén (Marosvásárhely, 1520? – Marosvásárhely, 1584. szeptember 8.) emlékirat szerző.
Marosvásárhelyi székely polgár volt, történetíró. Egyetlen munkája: krónikás emlékirata maradt fenn kéziratban. 1562-ben kezdte el írni. A Mátyás király utáni eseményeket Székely István világkrónikájából vette, majd az 1560-as évektől saját híreivel  folytatta egészen 1583-ig. Írása unokájára, Nagy Szabó Ferenc (1581–1659) marosvásárhelyi szabómesterre maradt, aki az írást maga is folytatta.
Kiadásai
- Világunk lett dolgairól írott krónika 1490–1583. (Kiadta Mikó Imre gróf, Erd. Tört. Adatok. Kolozsvár, 1855. I. 9–37. l. B. ezen krónikát 1562 és a következő években írta (az 1571–79. évekről a jegyzetek elvesztek); folytatta Nagy Szabó Ferencz 1580-tól 1658-ig.)
- Tündérország 1541–1571. Oláh Miklós et al. írásaiból; bev. Kardos Tibor; Franklin, Bp., 1941 (Erdély öröksége)